# ایبارا
ایبارا (به اسپانیایی: Ibarra, Ecuador) یک عوارض جغرافیایی در اکوادور است که در ایمبابورا واقع شده‌است.

## خصوصیات
ایبارا ۲۴۲٫۰۲ کیلومترمربع مساحت و ۱۳۹٬۷۲۱ نفر جمعیت دارد و ۲٬۲۲۵ متر بالاتر از سطح دریا واقع شده‌است.

## خواهرخوانده
شهرهای Calama و پونتا دل استه خواهرخوانده‌های ایبارا هستند.